# Лу Франческетті
Луїс Карло Франческетті (англ. Louis Carlo Franceschetti, нар. 28 березня 1958, Торонто) — канадський хокеїст італійського походження, що грав на позиції крайнього нападника.

## Ігрова кар'єра
Професійну хокейну кар'єру розпочав 1978 року.
1978 року був обраний на драфті НХЛ під 71-м загальним номером командою «Вашингтон Кепіталс».
Протягом професійної клубної ігрової кар'єри, що тривала 19 років, захищав кольори команд «Вашингтон Кепіталс», «Торонто Мейпл-Ліфс», «Баффало Сейбрс» та низки інших команд нижчих північноамериканських ліг.
Загалом провів 503 матчі в НХЛ, включаючи 44 гри плей-оф Кубка Стенлі.